# 吉原英一
吉原 英一（よしはら えいいち、1948年（昭和23年）5月1日 - ）は、日本の政治家。元茨城県坂東市長、元岩井市長。

## 経歴
- 1948年5月1日生まれ。父は旧岩井町長を務めていた吉原三郎。
- 国士舘大学政経学部卒業
- 丹羽喬四郎代議士秘書を務める。
- 1978年旧岩井市長選挙に出馬、当選
- 1982年旧岩井市長選挙2期目当選
- 1986年旧岩井市長選挙3期目当選
- 1990年旧岩井市長選挙4期目当選
- 1994年任期満了に伴い市長職を退職
- 2003年衆議院補欠選挙に茨城7区より出馬するも落選。
- 2009年旧岩井市と旧猿島町が合併した坂東市の市長選で、前市長の石塚仁太郎を破り当選。
- 2013年坂東市長選挙2期目当選[2]。
- 2017年坂東市長選で無所属新人の木村敏文に敗れ落選[3]。

## 市長時代の施策
防災無線ヘリ導入
2014年に災害時に被害状況を把握するための無線操縦ヘリコプター（いわゆる防災ドローン）を導入。これは茨城県の市町村では初。